# نابنط درعي
نابنط درعي (الاسم العلمي:Nepenthes peltata) هو نوع غير مؤكد من النباتات يتبع جنس النابنط من الفصيلة النابنطية.

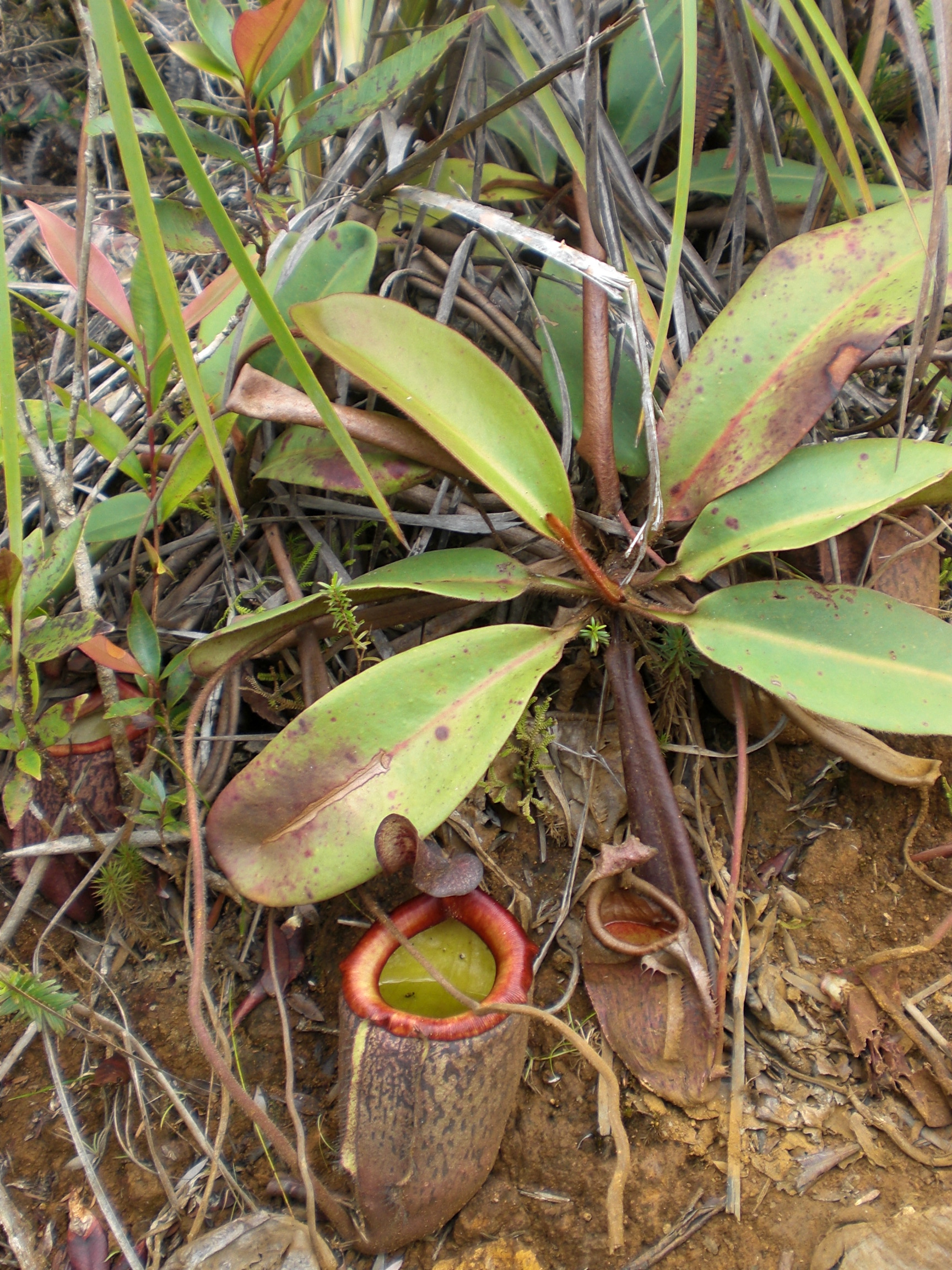
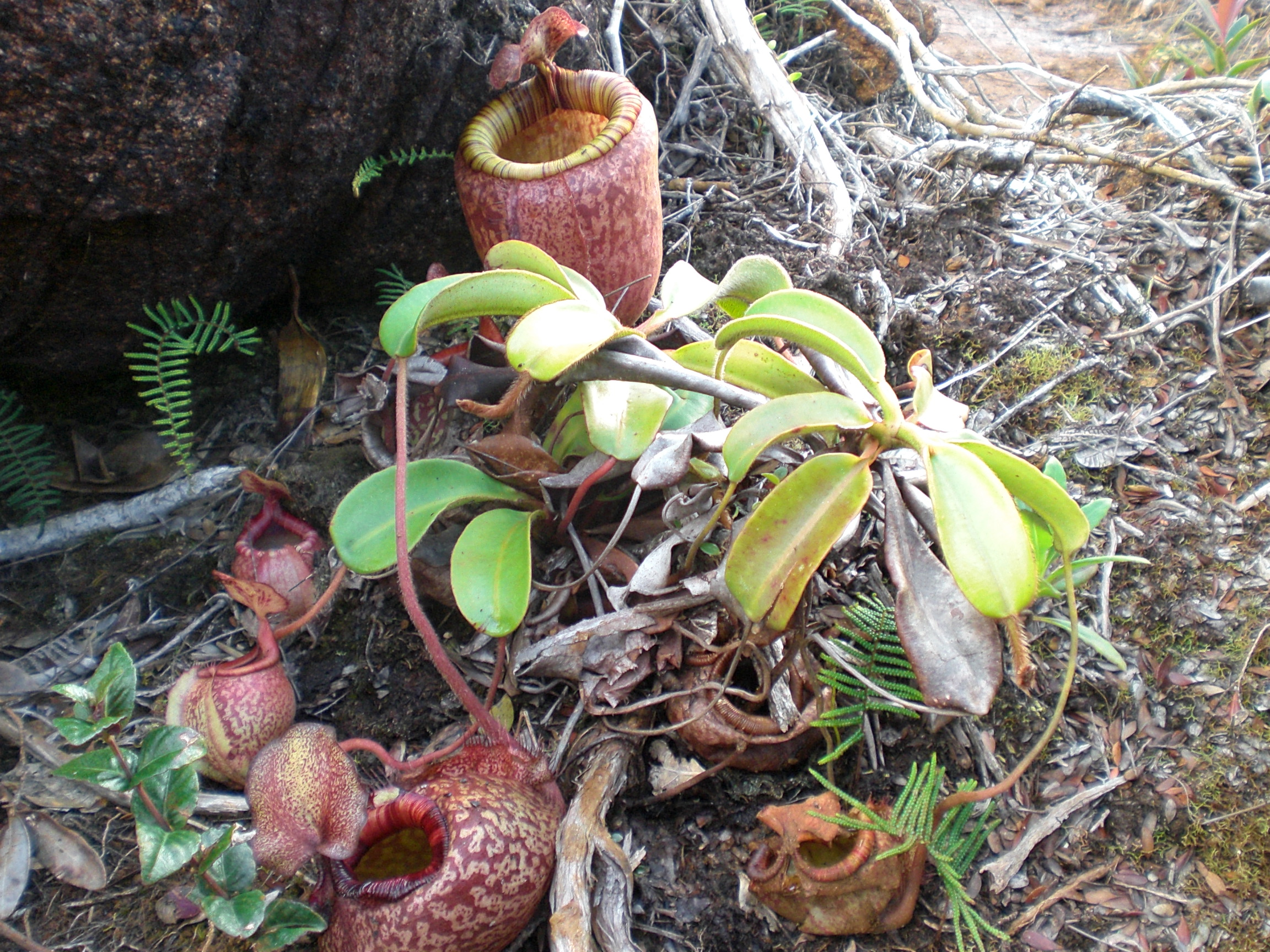
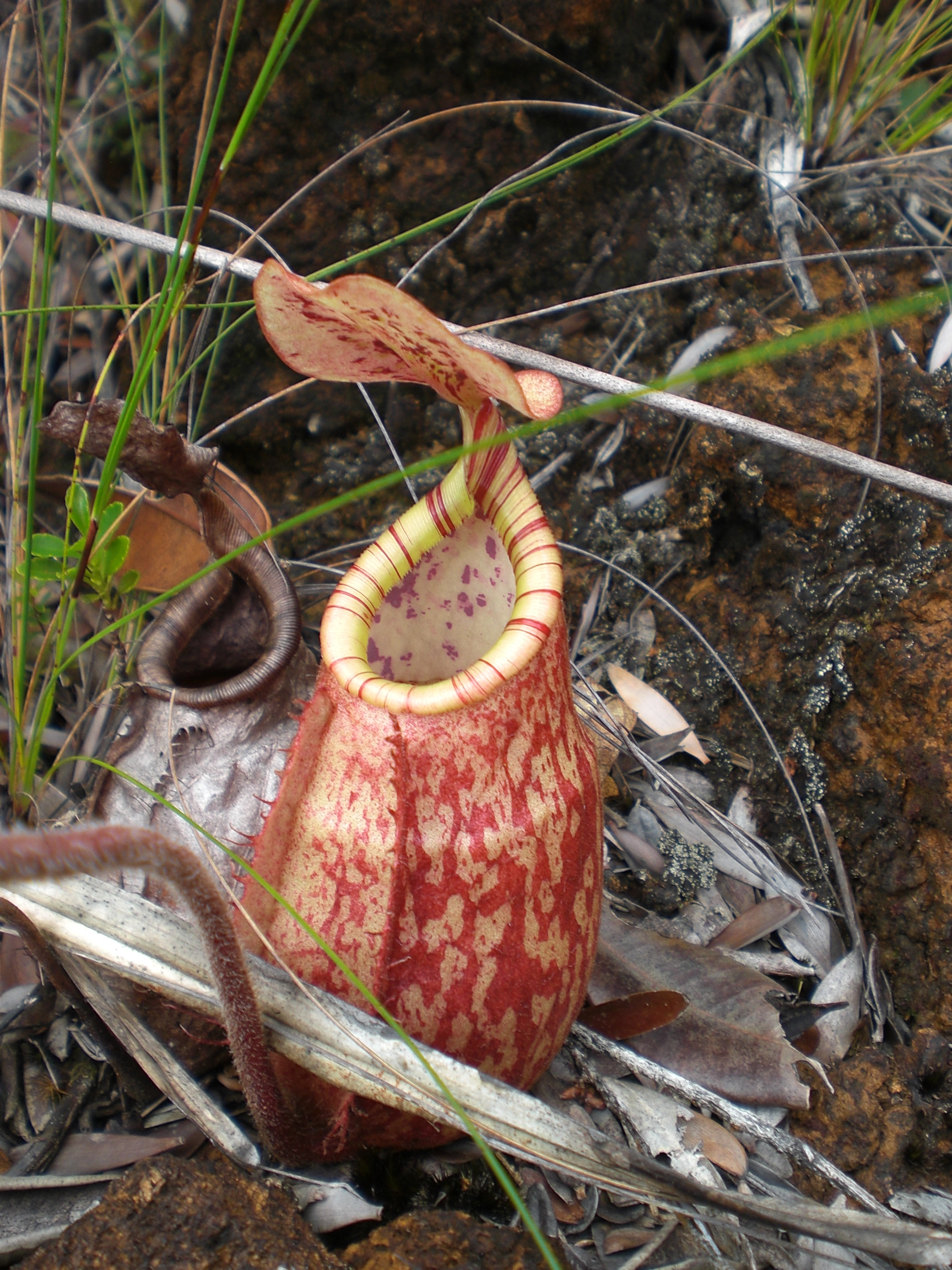
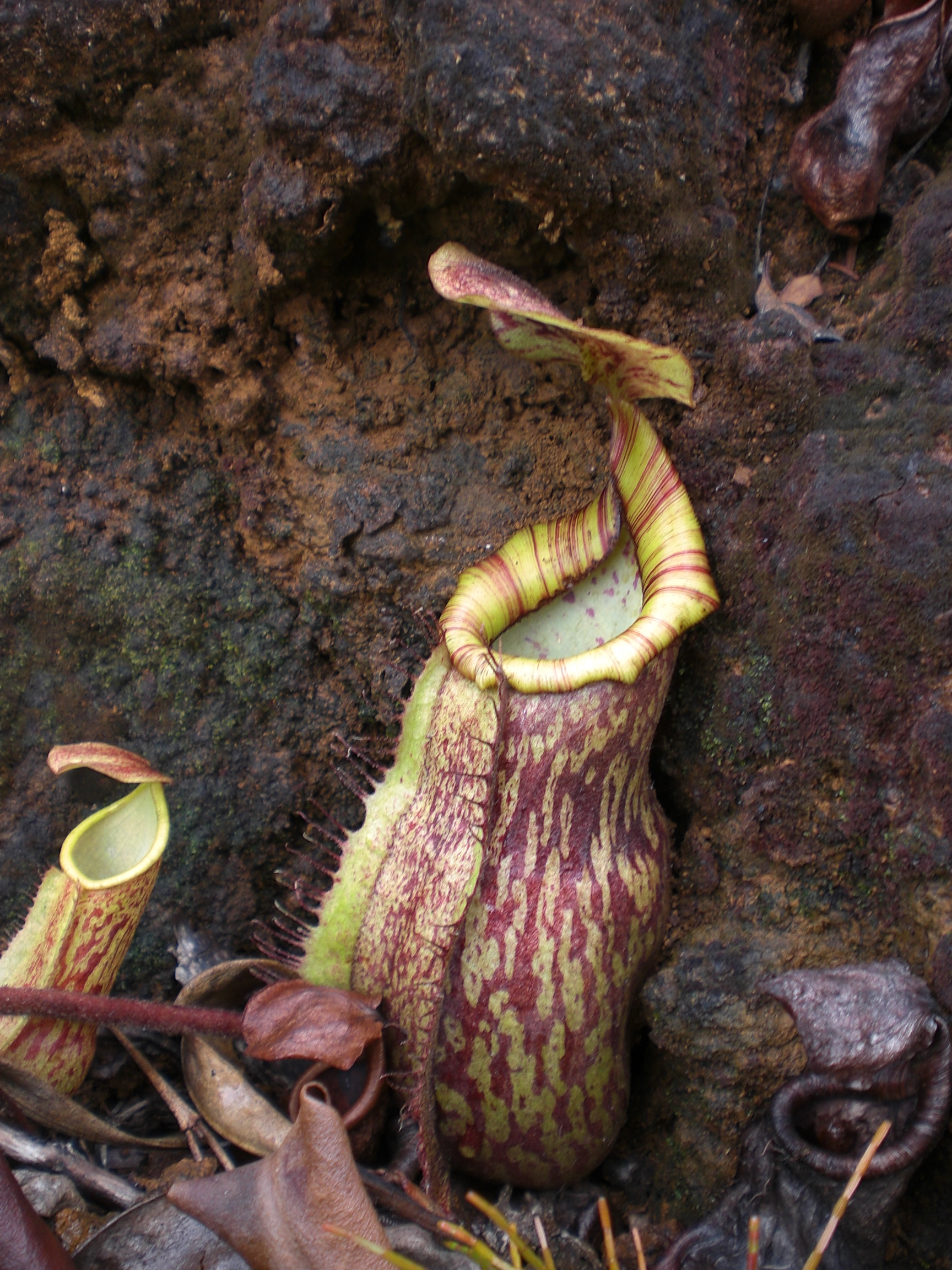